# Fondo de Preservación Histórica

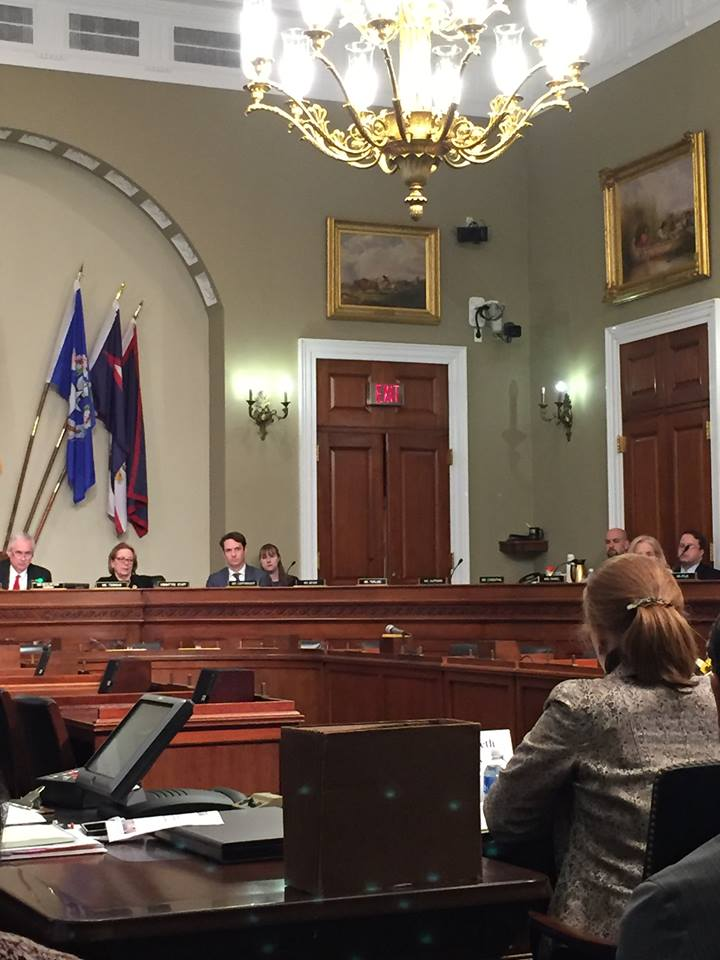
Elizabeth Hughes, presidenta de la Conferencia Nacional de Oficiales Estatales de Preservación Histórica (NCSHPO), testificando ante el Comité de Recursos Naturales de la Cámara el 11 de febrero de 2016 sobre la reautorización del Fondo de Preservación Histórica de EE. UU.

El propósito del Fondo de Preservación Histórica (HPF por sus siglas en inglés) es para ayudar a financiar los programas generados por la Ley Nacional de Preservación Histórica de 1966 (NHPA). El dinero para el Fondo se amplió considerablemente en 1976, cuando el Congreso aprobó los depósitos a HPF de la plataforma continental exterior de petróleo de arrendamiento. El HPF ayuda a varias Oficinas Estatales de Conservación Histórica (SHPO), proporcionándoles donaciones, que se utilizan para la preservación histórica en todo los EE. UU. El SHPO, al igual que las Oficinas Amerindias de Preservación de Tribus Históricas (THPO), han recibido alrededor de $37 millones cada año en fondos desde 1970. El gasto total desde la creación de la HPF ha superado los US$1 mil millones.

## Oficial Tribal de Preservación Histórica (THPO)
Un oficial designado de una tribu de indios americanos con la responsabilidad de la administración de determinados Actos Nacional de Preservación Histórica,(NHPA), Oficial Estatal de Preservación Histórica (SHPO) responsabilidades como se enmendaron en 1992 que prosigue a la Sección 101 (d) (2), y listada en la Sección 101 (b) (3) de la ley por la cual la tribu ha asumido la solicitud al Secretario de Interior. Una tribu presenta su solicitud al Servicio de Parques Nacionales para el proceso en la cual se tiene una supervisión administrativa de otros de la NHPA. El proceso de solicitud de la THPO se detalla en un proyecto de norma, que actualmente está en estado de procesamiento final, cifrado en 36 CFR 61,8. Para obtener más información sobre el programa THPO historia, la financiación, la lista de tribus que han asumido responsabilidades y solicitudes al SHPO , por favor visite el sitio oficial de Parques Nacionales en: